# Basket Livorno 2007-2008
Il Basket Livorno 2007-2008 ha disputato la Legadue.

## Rosa
|     | Naz.                   | Ruolo | Sportivo            | Anno | Alt. | Peso |  |
| --- | ---------------------- | ----- | ------------------- | ---- | ---- | ---- |  |
| 5   | Stati Uniti (bandiera) |       | Rashad Anderson     |      |      |      |  |
| 6   | Uruguay (bandiera)     |       | Mauricio Aguiar     |      |      |      |  |
| 7   | Italia (bandiera)      |       | Matteo Spippoli     |      |      |      |  |
| 8   | Italia (bandiera)      |       | Marco Giuri         |      |      |      |  |
| 9   | Stati Uniti (bandiera) |       | Jermaine Boyette    |      |      |      |  |
| 10  | Italia (bandiera)      |       | Lorenzo D'Ercole    |      |      |      |  |
| 11  | Italia (bandiera)      |       | Tommaso Fantoni     |      |      |      |  |
| 12  | Italia (bandiera)      |       | Gianni Cantagalli   |      |      |      |  |
| 14  | Lettonia (bandiera)    |       | Troy Ostler         |      |      |      |  |
| 16  | Slovenia (bandiera)    |       | Miloš Paravinja     |      |      |      |  |
| 18  | Italia (bandiera)      |       | Stefano Simeoli     |      |      |      |  |
| 19  | Italia (bandiera)      |       | Andrea Cessel       |      |      |      |  |
| 20  | Italia (bandiera)      |       | Riccardo Malagoli   |      |      |      |  |
| All | Italia (bandiera)      |       | Sandro Dell'Agnello |      |      |      |  |